# 孟廣範
孟廣範，山東省兖州府曲阜縣人，清朝政治人物。孟子後裔。
光緒二十九年（1903年），参加光緒癸卯科殿試，登進士三甲第155名，歸部銓選知縣，後任東昌府儒學教授。